# Roger Kornberg
Roger David Kornberg (San Luis, Misuri, USA, 24 de abril de 1947) es un científico estadounidense y profesor de biología estructural en la Facultad de Medicina de la Universidad de Stanford.
Fue galardonado con el Premio Nobel de Química 2006, por desentrañar la estructura tridimensional del complejo enzimático ARN polimerasa II de la levadura; este enzima es clave en el proceso de transcripción genética en las células eucarióticas, proceso mediante el cual se copia la información del ADN al ARN.
Es hijo de Arthur Kornberg, quien ganó el Premio Nobel de Medicina en 1959 por su investigación sobre la manera en que la información genética era transferida de una a otra molécula de ADN. Es uno de los pocos casos de padre e hijo que reciben la distinción de un Nobel.

## Investigaciones científicas
En el año 1974, R. Kornberg publicó su artículo basado en el descubrimiento del nucleosoma, la estructura básica donde se empaqueta el ADN nuclear de las células eucariotas. Kornberg encontró que el nucleosoma contiene ADN (aproximadamente 200 pares de bases) enrollado en un octámero de histonas.
Kornberg descubrió que existe un complejo proteico adicional llamado mediador (un coactivador) que se encarga de transmitir señales reguladoras de expresión de genes a la maquinaria de la ARN polimerasa.
R. Kornberg ha dedicado su trabajo científico en tratar de entender el proceso de transcripción llevado a cabo por la ARN polimerasa II. Dedicó dos décadas en buscar métodos que pudieran visualizar la estructura atómica de la ARN polimerasa y sus componentes. Entre sus descubrimientos científicos más importantes se tiene el dilucidamiento de la estructura tridimensional de la ARN polimerasa usando el método de cristalografía de rayos X, por el que fue galardonado con el premio Nobel de Química 2006. La estructura de la proteína fue resuelta en colaboración con el científico alemán Patrick Cramer, quien para ese entonces realizaba sus estudios de posdoctorado en el laboratorio de R. Kornberg.
Basándose en sus descubrimientos, Konberg ha creado una versión de como funciona la transcripción a nivel molecular.

## Premios y honores
Kornberg ha recibido los siguientes premios:
- 1981: Premio Eli Lilly en Química Biológica.
- 1982: Premio Passano de la Fundación Passano.
- 1990: Premio Ciba-Drew.
- 1997: Premio Harvey del Technion - Instituto de Tecnología de Israel.
- 2000: Premio Internacional de la Fundación Gairdner.
- 2001: Premio Hoppe-Seyler, Sociedad de Bioquímica y Biología Molecular, Alemania.[11]
- 2001: Premio Welch de Química.
- 2002: Premio ASBMB-Merck.
- 2002: Premio Pasarow en Investigación del Cáncer.
- 2002: Gran Premio Charles-Leopold Mayer.
- 2003: Elegido miembro de EMBO.[12]
- 2003: Premio Massry de la Escuela de Medicina Keck , Universidad del Sur de California.
- 2005: Premio Alfred P. Sloan, Jr. de la Fundación de Investigación del Cáncer de General Motors.
- 2006: Premio Dickson de la Universidad de Pittsburgh.
- 2006: Premio Nobel de Química.
- 2006: Premio Louisa Gross Horwitz de la Universidad de Columbia.[13]
- 2008: Membresía de la Sociedad Filosófica Estadounidense
- 2009: Elegido miembro extranjero de la Royal Society (ForMemRS).